# Rhodophiala splendens
Rhodophiala splendens är en amaryllisväxtart som först beskrevs av Carlos Renjifo, och fick sitt nu gällande namn av Hamilton Paul Traub. Rhodophiala splendens ingår i släktet Rhodophiala och familjen amaryllisväxter. Inga underarter finns listade i Catalogue of Life.